# Михалёв, Василий Павлович (полный кавалер ордена Славы)
Василий Павлович Михалёв (12 октября 1924 — 1 ноября 1974) — участник Великой Отечественной войны, кавалер ордена Славы трёх степеней. Старшина.

## Биография
Михалёв Василий Павлович - командир отделения взвода разведки 684-го стрелкового полка (409-я Кировоградская стрелковая дивизия, 7-я гвардейская армия, 2-й Украинский фронт). Родился 12 октября 1924 года в селе Прыща Клетнянского района Брянской области в семье крестьянина. Русский. Член ВКП(б)/КПСС с 1943 года. Окончил 7 классов. В Красной армии и на фронте в Великую Отечественную войну с августа 1942 года. В боях на Курской дуге был тяжело ранен и четыре месяца лечился в госпитале. В дальнейшем участвовал в освобождении Украины, Румынии, Венгрии, Чехословакии.

## Подвиг
Командир отделения взвода разведки 684-го стрелкового полка 409-я Кировоградская стрелковая ордена Богдана Хмельницкого дивизия, 7-я гвардейская армия, 2-й Украинский фронт сержант Михалёв в ночь на 9 октября 1944 года у населённого пункта Вижень (Венгрия) в составе разведывательной группы переправился на правый берег реки Тиса, уничтожил двух вражеских солдат и захватил в плен обер- лейтенанта, который дал ценные сведения. Приказом командира 409-й стрелковой дивизии от 5 ноября 1944 года за мужество, проявленное в боях с врагом, сержант Михалёв награждён орденом Славы 3-й степени (№ 131274).
26 декабря 1944 года у населённого пункта Гарам Кевешди (Венгрия), превращённого противником в сильный опорный пункт, Михалёв и группа разведчиков проникли в расположение противника и ударили по гитлеровцам с тыла. В это же время полк предпринял атаку с фронта и без потерь овладел селением. Благодаря внезапности группа истребила и взяла в плен много солдат врага. Приказом по 13-й армии от 9 февраля 1945 года сержант Михалёв награждён орденом Славы 2-й степени (№ 16482).
Старшина Михалёв с двумя разведчиками 29 апреля переправился через реку Нитра (Словакия), определил позиции вражеских огневых точек, уточнил передний край обороны противника и захватил «языка». В ночь на 3 апреля 1945 года в районе северо-западнее города Братислава (ныне - столица Словацкой Республики), находясь в разведке, добыл ценные сведения о противнике, захватил в плен вражеского солдата. Указом Президиума Верховного Совета СССР от 15 мая 1946 года за мужество, отвагу и героизм, проявленные в борьбе с немецко-фашистскими захватчиками, старшина Михалёв Василий Павлович награждён орденом Славы 1-й степени (№ 1426).
Всего за войну захватил девятнадцать «языков», среди которых большой процент составляли офицеры.
В 1947 году демобилизован. Жил в посёлке Ольгино г. Железнодорожный Московской области. В 1959 году окончил Московский строительный техникум. Работал в строительно-монтажном управлении. Награждён орденом Трудового Красного Знамени. Умер 1 ноября 1974 года. Похоронен в деревне Пуршево Балашихинского района Московской области.

## Награды
- Орден Трудового Красного Знамени (1947)
- Орден Славы I степени[1] (15.05.1946)
- Орден Славы II степени[2] (09.02.1945)
- Орден Славы III степени[3] (5.11.1944)
- Орден Красной Звезды (1945)
- Медаль За боевые заслуги[4]
- Медаль «В ознаменование 100-летия со дня рождения Владимира Ильича Ленина» (6 апреля 1970[5])
- Медаль «За победу над Германией в Великой Отечественной войне 1941—1945 гг.» (9 мая 1945[6])
- Юбилейная медаль «Двадцать лет Победы в Великой Отечественной войне 1941—1945 гг.» (7 мая 1965[7])
- Медаль «Ветеран Вооружённых Сил СССР»
- Медаль «30 лет Советской Армии и Флота»[8]
- Юбилейная медаль «40 лет Вооружённых Сил СССР»[9]
- Юбилейная медаль «50 лет Вооружённых Сил СССР» (26 декабря 1967[10])

## Память
- Школа, в которой учился Герой в с. Прыща, названа его именем.
- На могиле установлен надгробный памятник.